# Katholische Pfarrkirche Gaishorn

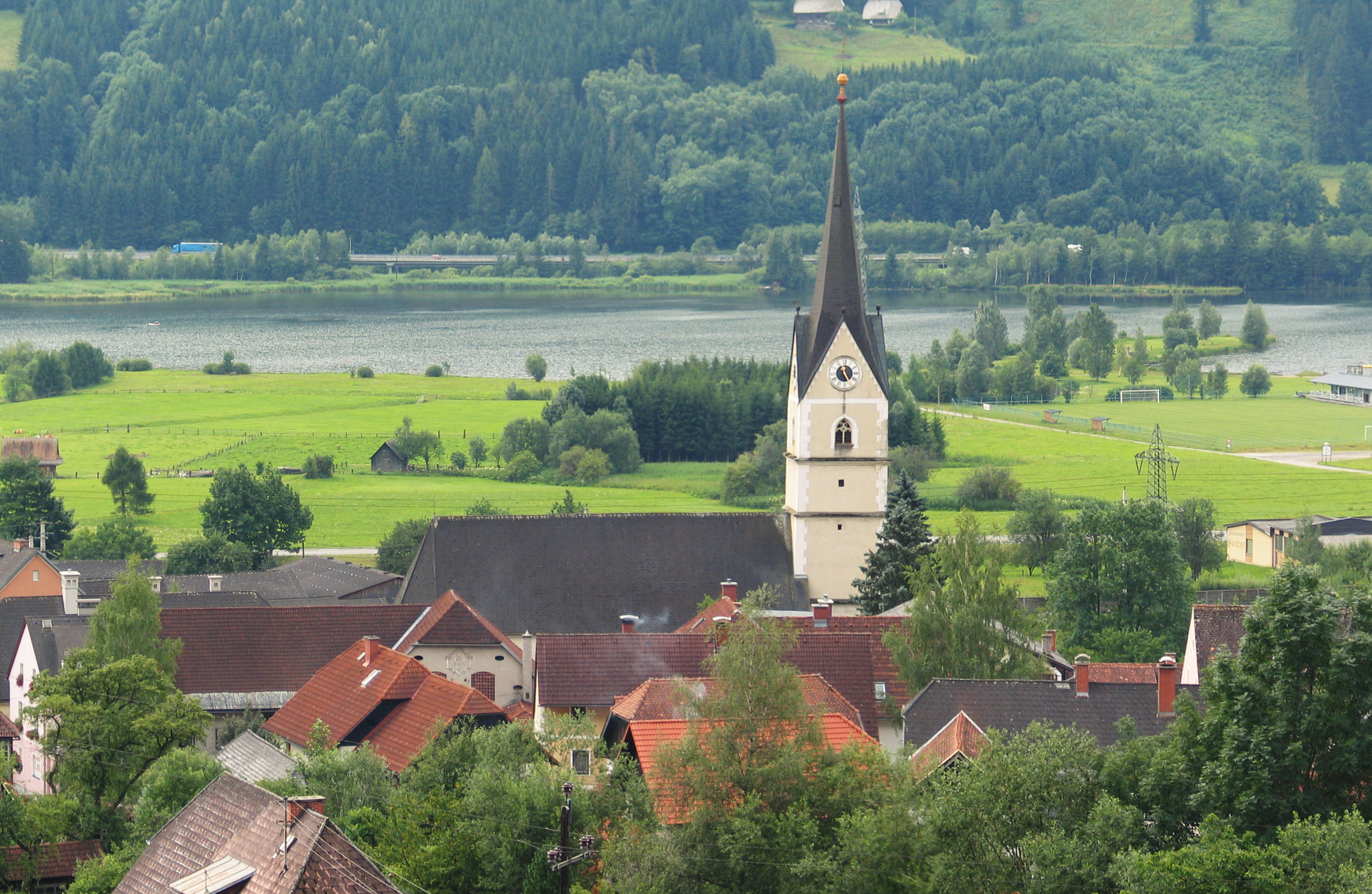
Katholische Pfarrkirche Hl. Dreifaltigkeit in Gaishorn am See

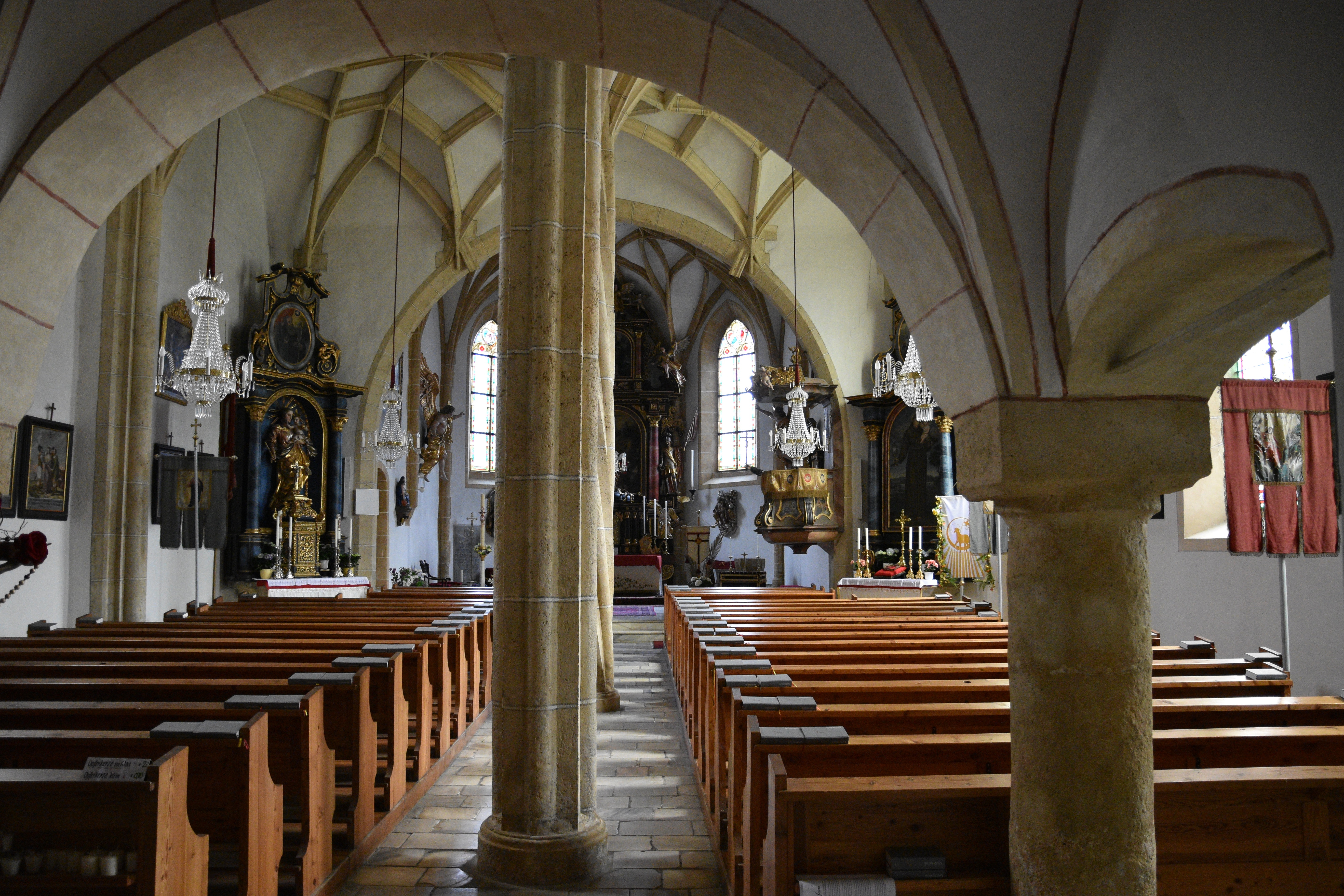
Langhaus, Blick zum Chor

Die römisch-katholische Pfarrkirche Gaishorn steht in der Marktgemeinde Gaishorn am See im Bezirk Liezen in der Steiermark. Die der Heiligen Dreifaltigkeit geweihte Pfarrkirche – dem Stift Admont inkorporiert – gehört zum Dekanat Admont in der Diözese Graz-Seckau. Die Kirche und der Friedhof stehen unter Denkmalschutz (Listeneintrag).

## Geschichte
1180 wurde eine Kirche urkundlich genannt. Anfänglich war die Kirche bis 1470 dem Heiligsten Erlöser geweiht. 1480 wurde die Kirche bei einem Türkeneinfall zerstört. Der Neubau wird einem Niclas Velbach von der Admonter Bauhütte, einer Vereinigung von Steinmetzen, zugeschrieben. Der Chor ist mit 1495 datiert, das spätere Langhaus zeigt am Fronbogen die Datierung 1520. 1898, 1907 nur außen, und 1952 waren Restaurierungen.

## Architektur
Die Kirche ist von einem ummauerten Friedhof umgeben.
Der Chor hat einfache Strebepfeiler, das Langhaus mit leicht eingezogenen Strebepfeilern hat diese übereck mit Fialen. Das Westportal ist ein Spitzbogen, das nordseitige Chorportal ist ein Vorhangbogen mit reichem Stabwerk.
Der massive fünfgeschoßige gotische Westturm mit gotischen Schallfenstern und einem Fenster an der Südseite hat ein Traufgesims und trägt einen achtseitigen Spitzhelm auf vier Dreiecksgiebeln aus 1858 in dieser Form. Der Spitzhelm wurde nach einem Blitzschlag 1951 erneuert. Der rechteckige Sakristeianbau im südlichen Chorwinkel hat zwei Joche und ist kreuzgratgewölbt. Der Keller ist ein Beinhaus, das Obergeschoß ein Oratorium.
Der zweijochige Chor mit einem Dreiachtelschluss hat ein unregelmäßiges Netzrippengewölbe mit Schlingrippen auf Runddiensten. Der eingeschnürte Fronbogen ist annähernd rundbogig. Die breite dreijochige zweischiffige Langhaushalle hat ein achtteiliges Sternrippengewölbe auf leicht eingezogenen Strebepfeilern und auf Runddiensten auf zwei Rechteckpfeilern. Das Sternrippengewölbe ist im östlichen Joch spiralgedreht analog der gleichfalls von der Admonter Bauhütte geschaffenen Pfarrkirche Leoben-Göss. Die Kirche hat gotische Spitzbogenfenster – das Maßwerk wurde entfernt – mit einer Verglasung aus 1902. Die barocke Westempore mit einer Brüstung aus Holz wurde im 18. Jahrhundert eingebaut. Die Turmhalle im Erdgeschoß hat ein Sternrippengewölbe auf Konsolen.

## Einrichtung
Der 1673 gestiftete Hochaltar wurde 1785 verändert. Das Hochaltarbild zeigt Mariä Himmelfahrt, das Oberbild die hl. Katharina. Er trägt die Statuen der Heiligen Johannes Evangelist und Florian und im Aufsatz den Erzengel Michael. Die Seitenaltäre wurden laut Wappen vom Abt Raimund Rehling (1659–1675) gestiftet.
Der gotische 16-seitig gekehlte Taufstein auf einem runden Sockel hat einen Deckel mit einer barocken Statue Johannes des Täufers aus dem Jahr 1700.
Die Pfarrkirche Gaishorn hatte schon 1683 eine Orgel, die 1767 durch einen Neubau ersetzt wurde. Im Jahr 1823 baute Simon Hötzel (Hölzl) eine Orgel mit acht Registern. Sie wurde 1854 von Friedrich Wagner renoviert und 1898 von Konrad Hopferwieser senior erweitert sowie 1925 und 1947 restauriert.
Eine Glocke nennt „Hans Mitter 1458“, eine zweite nennt „1541“.